# Khâu Trừ Xa Lâm Đê thiền vu
Khâu Trừ Xa Lâm Đê thiền vu (giản thể: 丘除车林鞮单于; phồn thể: 丘除車林鞮單于; bính âm: Qiūchúchēlíndīchányú, ?-63), thuộc Luyên Đê thị, danh là "Tô", là con trai của Khâu Phù Vưu Đê thiền vu của Nam Hung Nô. Năm Vĩnh Bình thứ 6 (63) thời Đông Hán, Hải Đồng Thi Trục Hầu thiền vu mất, Tô thừa kế ngôi vị và trở thành Khâu Trừ Xa Lâm Đê thiền vu, được vài tháng sau thì mất.